# متروسدرس أملس
متروسدرس أملس (الاسم العلمي:Metrosideros nitida) هو نوع من النباتات يتبع جنس المتروسدرس من فصيلة الآسية.